# Palaquium bataanense
Palaquium bataanense là một loài thực vật thuộc họ Sapotaceae. Loài này có ở Indonesia và Philippines. Chúng hiện đang bị đe dọa vì mất môi trường sống.